# Aizanville
 Aizanville  là một xã thuộc tỉnh Haute-Marne trong vùng Grand Est đông bắc nước Pháp. Xã này nằm ở khu vực có độ cao trung bình 210 mét trên mực nước biển.
Thị trấn nằm ở hữu ngạn sông Aujon, sông tạo thành một phần ranh giới phía tây.